# Woudrichem (gemeente)
Woudrichem (uitspraak: Wou-drie-chèm, met een è als in 'elf') (Brabants: Woerkem of Woerkum) is een voormalige gemeente in de Nederlandse provincie Noord-Brabant. De gemeente had 14.729 inwoners (31 mei 2018, bron: CBS).

## Gemeentefusies
De gemeente werd in 1973 gevormd door een fusie van de reeds bestaande gemeente Woudrichem met Almkerk c.a., Andel en Giessen.
De gemeenten Aalburg, Werkendam en Woudrichem (alle gelegen in het Land van Heusden en Altena) zijn op 1 januari 2019 gefuseerd tot de nieuwe gemeente Altena. De drie gemeenteraden besloten hiertoe op 26 januari 2016.

## Plaatsen in de gemeente
Naast de stad Woudrichem (hoofdplaats van de gemeente) maakten ook de volgende dorpen deel uit van de gemeente Woudrichem:
- Almkerk
- Andel
- Giessen
- Oudendijk
- Rijswijk
- Uitwijk
- Uppel
- Waardhuizen

Daarnaast behoorden enkele buurtschappen tot de gemeente, waaronder Duizend Morgen, Stenenheul, Eng en Zandwijk.

## Topografie
Topografische gemeentekaart van Woudrichem, maart 2017

## Politiek

### Gemeenteraad
De gemeenteraad van Woudrichem bestond uit 15 zetels. Hieronder staat de samenstelling van de gemeenteraad van 1994 tot en met 2018:
| Gemeenteraadszetels | Gemeenteraadszetels | Gemeenteraadszetels | Gemeenteraadszetels | Gemeenteraadszetels | Gemeenteraadszetels | Gemeenteraadszetels |
| Partij              | 1994                | 1998                | 2002                | 2006                | 2010                | 2014                |
| ------------------- | ------------------- | ------------------- | ------------------- | ------------------- | ------------------- | ------------------- |
| CDA                 | 4                   | 5                   | 5                   | 5                   | 5                   | 5                   |
| Gemeentebelangen    | 2                   | 1                   | 2                   | 3                   | 3                   | 3                   |
| ChristenUnie*       | 2                   | 2                   | 2                   | 2                   | 3                   | 3                   |
| VVD                 | 2                   | 2                   | 2                   | 2                   | 2                   | 1                   |
| PvdA                | 4                   | 4                   | 4                   | 3                   | 2                   | -                   |
| SGP                 | 1                   | 1                   | -                   | -                   | -                   | -                   |
| Progressief Altena  | -                   | -                   | -                   | -                   | -                   | 3                   |
| Totaal              | 15                  | 15                  | 15                  | 15                  | 15                  | 15                  |
| Opkomst             |                     |                     |                     |                     | 58,61%              | 60,81%              |

- Deed in 1994 en 1998 mee als combinatie van de RPF en het GPV, de voorgangers van de ChristenUnie.

## Aangrenzende gemeenten
| Aangrenzende gemeenten | Aangrenzende gemeenten | Aangrenzende gemeenten | Aangrenzende gemeenten | Aangrenzende gemeenten |
| ---------------------- | ---------------------- | ---------------------- | ---------------------- | ---------------------- |
|                        |                        | Gorinchem (ZH)         |                        |                        |
|                        |                        |                        |                        |                        |
| Werkendam              | Zaltbommel (GLD)       |                        |                        |                        |
|                        |                        |                        |                        |                        |
|                        |                        |                        |                        | Aalburg                |

## Monumenten
De gemeente telde een aantal rijksmonumenten, gemeentelijke monumenten en oorlogsmonumenten, zie:
- Lijst van rijksmonumenten in Woudrichem (gemeente)
- Lijst van gemeentelijke monumenten in Woudrichem (gemeente)
- Lijst van oorlogsmonumenten in Woudrichem